# Fly-by-Night
Fly-by-Night is een Amerikaanse thriller uit 1946 onder regie van Robert Siodmak.

## Verhaal
Dr. Geoffrey Burton leert een vreemde man kennen die ontsnapt is uit een gesticht. Als die man later wordt vermoord, geldt dr. Burton meteen als de hoofdverdachte. Hij kan aan de autoriteiten ontsnappen en dwingt Pat Lindsey om zich voor te doen als zijn vrouw. Samen gaan ze op zoek naar de echte moordenaar.

## Rolverdeling
| Acteur            | Personage           |
| ----------------- | ------------------- |
| Richard Carlson   | Dr. Geoffrey Burton |
| Nancy Kelly       | Pat Lindsey         |
| Albert Bassermann | Dr. Storm           |
| Miles Mander      | Professor Langner   |
| Edward Gargan     | Charlie Prescott    |
| Adrian Morris     | John Prescott       |
| Martin Kosleck    | George Taylor       |
| Walter Kingsford  | Heydt               |
| Cy Kendall        | Dahlig              |
| Nestor Paiva      | Grube               |
| Oscar O'Shea      | Pa Prescott         |
| Mary Gordon       | Ma Prescott         |
| Arthur Loft       | Inspecteur Karns    |
| Marion Martin     | Verpleegster        |
| Clem Bevans       | Nachtwaker          |